# سان جوليو

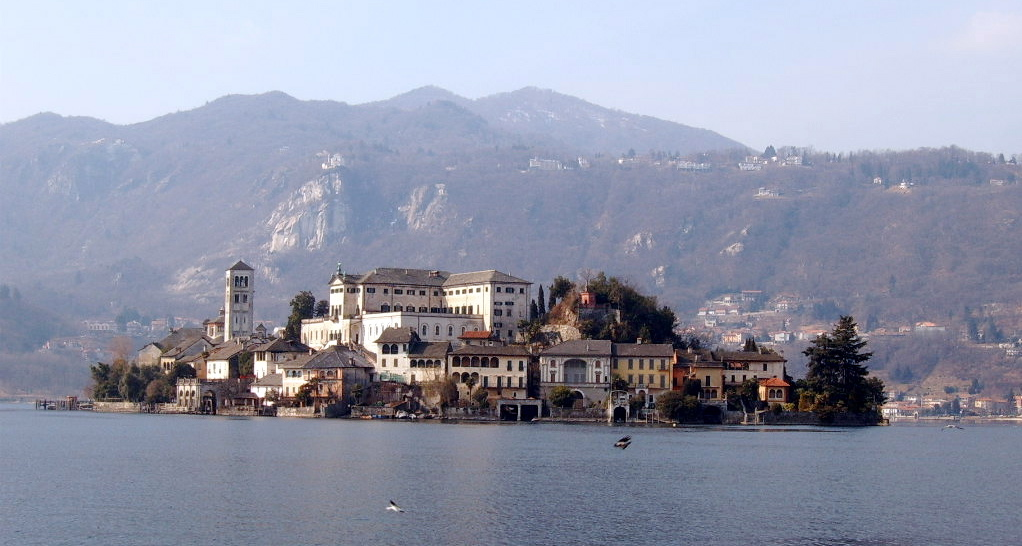
جزيرة سان جوليو

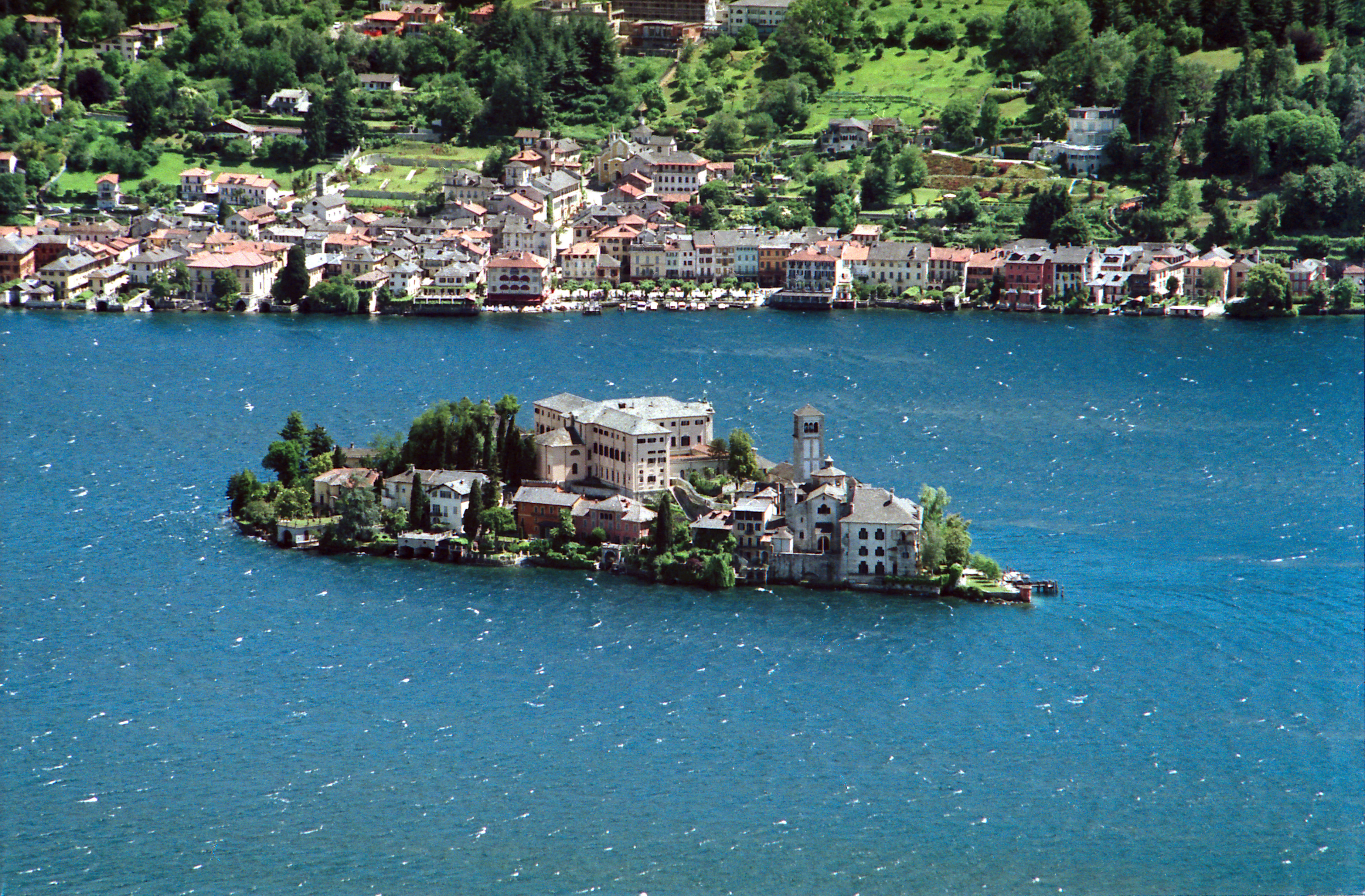
إيزولا سان جوليو وخلفها أورتا سان جوليو.

إيزولا سان جوليو (بالإيطالية: Isola San Giulio)‏ أو جزيرة سان جوليو هي جزيرة في بحيرة أورتا في بييمونتي شمال غرب إيطاليا. يبلغ طولها 275 مترًا (شمال - جنوب) وعرضها 140 متر (شرق - غرب).